# Frank J. Cannon
Frank J. Cannon (25 janvier 1859 - 25 juillet 1933) est un homme politique américain, membre du Parti républicain et sénateur des États-Unis pour l'État de l'Utah de 1896 à 1899.